# Летовка (Северо-Казахстанская область)
Летовка (каз. Летовка) — упразднённое село в районе Магжана Жумабаева Северо-Казахстанской области Казахстана. Входило в состав Майбалыкского сельского округа. Ликвидировано в 2000-е годы.

## Население
По данным переписи 1999 года, в селе проживало 85 человек (44 мужчины и 41 женщина).